# Tangariki Reete
Tangariki Reete (ur. 19 września 1967) – kiribatyjska polityczka. W latach 2008–2020 członkini parlamentu Kiribati, a latach 2020–2024 spikerka parlamentu Kiribati jako pierwsza kobieta na tym stanowisku.

## Życiorys

### Młodość, edukacja i kariera zawodowa
Reete urodziła się w 19 września 1967 roku.
Ukończyła naukę z zarządzania na Tarawa Technical Institute.
Została urzędniczką w ministerstwie ds. zatrudnienia i spółdzielczości. Pracowała jako trenerka w Kiribati Credit Union League, później zostając managerką. Była również wewnętrzną audytorką w ministerstwie finansów.

### Działalność polityczna
Została parlamentarzystką w wyborach parlamentarnych w 2007 roku, w których objęła mandat w okręgu wyborczym obejmującym miasto Betio w południowej części atolu Tarawa. Wcześniej, w latach 1998–2007 okręg ten reprezentował jej ojciec – Bokai Reete. Z powodzeniem uzyskała reelekcję w wyborach parlamentarnych w 2011 roku oraz w wyborach na przełomie 2015 i 2016 roku. W drugiej turze głosowania podczas wyborów parlamentarnych w 2020 roku przegrała ze swoim kontrkandydatem.
W 2012 bezskutecznie przewodziła próbom utworzenia ministerstwa skupiającego się na sprawach kobiet i młodzieży. Ustawa zmieniająca konstytucję Kiribati nie uzyskała zgody parlamentu. Rok później, w 2013 roku została mianowana ministrą w nowo utworzonym ministerstwie ds. kobiet, młodzieży i spraw społecznych w rządzie Anoty Tongi. Była jedną z trzech kobiet w jego administracji.
Spiker Parlamentu Kirbati wybierany jest przez członków izby spoza jej grona. Przewodniczy jej obradom, jednak nie bierze udziału w głosowaniach. 22 maja 2020 roku została wybrana na spikera parlamentu. Została pierwszą kobietą na tym stanowisku. Uzyskała 25 z 44 oddanych głosów.
Z powodzeniem wystartowała w wyborach parlamentarnych w 2024 roku zostając jedną z pięciu kobiet wybranych do parlamentu. Wcześniejszy rekord liczby kobiet w parlamencie Kiribati wynosił cztery.
W grudniu 2024 roku została mianowana ministrą ds. turystyki, handlu, przemysłu i spółdzielczości Kiribati.

### Życie prywatne
Jej ojciec, Bokai Reete, również był kiribatyjskim parlamentarzystą. Reprezentował okręg wyborczy obejmujący miasto Betio w latach 1998–2007.